# Осояд
Осоядът (ж.р. – осоядка) (Pernis apivorus) е птица от семейство Ястребови (Accipitridae).

## Физически характеристики
- Размери – 50 – 60 см.
- Размах на крилете – 118 – 144 см.
- Тегло – 800 – 1050 г.
- Цвят на очите – жълт при зрелите и кафяв при младите птици.

Зрелите птици имат почти еднакво оцветена горна част на тялото в кафяво. Долната част е различно оцветена. Най-често е белезникава основа с груби среднокафяви до бежаво оцветени кръстосани лентички. Вътрешната част на опашката е оцветена в белезникаво-сиво. Мъжките осояди имат синьо-сива глава с гълъбовидна форма. Женските имат глава, най-често оцветена в горната си част в кафяво.

## Разпространение и местообитание
През лятото се среща в почти цяла Европа, с изключение на най-южните и най-северните части. Предпочита планински и високи области.
Много ярко изявена прелетна птица, зимата прекарва в дъждовните екваториални гори на Африка или в областите с повече дървета в саваната.

## Хранене
Осоядът е високо специализирана насекомоядна птица. Лятото се храни предимно с ларвите на оси. Наблюдава скрит къде е входа към гнездото на осите, което често е под земята и ги изравя, като понякога целия се скрива под земята. Ноктите на краката му не са толкова извити, колкото на другите грабливи птици и поради това са по-подходящи за копане. Осите не могат да се противопоставят на осояда, защото той е добре защитен от жилата им. Лицевите му части са покрити от специални твърди перца. Птицата се приближава и до големи гнезда на стършели, където обикновено изяжда само ларвите, но понякога и възрастните насекоми заедно с жилото. Връща се по няколко пъти в едно и също гнездо, ако е достатъчно голямо, докато не го унищожи напълно. В гората наличието на изпразнени гнезда на оси не означава непременно, че в близост има осояд, причината може да е и друго животно, като язовеца например, което също обича да яде ларви на оси. Освен с осите, осоядът се храни и с други насекоми, като скакалци и гъсеници, които улавя с човка. Често търси храна по земята. В години на недостиг на оси се храни също и с жаби, змии, млади птици и мишки.

## Размножаване
Често използва стари гнезда на сходни по размери птици, които надстроява. Ако започне сам строежа, гнездото се намира в разклонението на някой страничен клон. Обикновено гнездото е на голяма височина. Едно гнездо се използва последователно няколко години, като ежегодно се надгражда и покрива допълнително със свежи зелени клонки. Отдава предпочитание на иглолистните гори.
Снасят обикновено 2, рядко 3 яйца, които започват да мътят края на май, началото на юни. Мътенето трае 33 – 35 дни. Малките се излюпват в началото на юли и са покрити с гъст бял с лек жълтеникав оттенък пух. Хранят се с ларви на оси, които родителите им донасят в гнездото заедно с цялата пита. С течение на времето гнездото се пълни с празни, разчопкани и изсъхнали пити. Също така малките изхвърлят екскрементите си на ръба на гнездото, а не извън него, както правят малките на повечето грабливи птици и поради тази причина родителите периодично (дори няколко пъти на ден) покриват бордовете на гнездото със свежи зелени клонки. Малките излитат от гнездото на около 40 – 45 дневна възраст, но биват хранени от родителите си още няколко седмици, като родителите носят пити с ларви на оси в гнездото и семейството се събира отново там. В дъждовни лета с малко оси, малките трудно се изхранват и могат и да не оцелеят.

## Природозащитен статут
- Червен списък на световнозастрашените видове (IUCN Red List) – Незастрашен (Least Concern LC)[3]
- Директива за птиците на ЕС – Приложение 1[4]

На територията на България осоядът е защитен от закона вид.